# Villa Caprile
Pour les articles homonymes, voir Caprile (homonymie).
La Villa Caprile, (autrefois connue sous le nom de Villa Mosca) est un palais rural baroque situé sur la route de Caprile, à l'extérieur de la Porte Rimini, à la périphérie de Pesaro, dans la région des Marches, en Italie.

## Histoire
La villa a été construite en 1640 comme résidence d'été par le marquis Giovanni Mosca, qui comprenait des fontaines avec giochi d'acqua (jeu d'eau). Son fils Francesco fit reconstruire la chapelle. Carlo Mosca Barzi a effectué une nouvelle reconstruction dans un style néoclassique . Au XVIIIe siècle, les tonnelles sont créées. La villa est devenue propriété de la commune pendant l'occupation napoléonienne.
En 1817-1818, la villa hébergea Caroline de Brunswick, princesse de Galles, puis brièvement la Reine consort du Royaume-Uni. Caroline était en exil volontaire de son mari, le roi George IV
En 1876, elle abrita la Scuola pratica di Agricoltura, et en 1924 elle fut transformée en Scuola Agraria Media ; et abrite aujourd'hui l'Istituto Tecnico Agrario . L'aménagement paysager a souffert pendant la seconde guerre mondiale.
Depuis 2015, les jardins et les fontaines sont ouverts aux visiteurs; les intérieurs de la villa ont besoin de restauration. Ils sont ornés de fresques traitant de sujets mythologiques et datant du XVIIe siècle, réalisées par Giulio Cesare Begni . D'autres travaux ont été ajoutés au XVIIIe siècle par Ubaldo Geminiani .
La façade du jardin se dresse sur un parterre à balustres. Deux escaliers descendent vers le parterre suivant avec un jardin à l'italienne, enfin, descendant plus loin vers un bassin elliptique a une statue d' Atlante tenant le Globe.